# Georgia White
Georgia White, auch Georgia Lawson (* 9. März 1903; † um 1980) war eine US-amerikanische Bluessängerin in den 1930er und 1940er Jahren.
Über die jungen Jahre von Georgia White ist wenig bekannt. In den späten 1920er Jahren sang sie in den Nachtclubs von Chicago und machte erste Schallplatten-Aufnahmen, so den Titel „When You're Smiling, the Whole World Smiles With You“ mit Jimmie Noones Orchester 1930. Erst 1935 nahm sie wieder Stücke auf; in den nächsten sechs Jahren entstanden über 100 Titel für das Plattenlabel Decca Records. Dabei wurde sie meist von dem Pianisten Richard M. Jones begleitet und in den späten 1930er Jahren von dem Gitarristen Lonnie Johnson.
Sie nahm auch unter dem Namen Georgia Lawson auf. Zu diesen Titeln gehörten „I'll Keep Sitting on It“, „Take Me for a Buggy Ride“, „Mama Knows What Papa Wants When Papa's Feeling Blue“ und „Hot Nuts“. Ihr bekanntester Song war „You Done Lost Your Good Thing Now“.
In den 1940er Jahren, formierte Georgia White eine reine Frauenband, die jedoch keine Platten aufnahm und trat mit Bumble Bee Slim auf. 1949 begleitete sie Big Bill Broonzy als Pianistin in seinem Laughing Trio.
In den 1950er Jahren sang sie wieder in Clubs, ihr letzter bekannter Auftritt war 1959 in Chicago.
Von ihren weiteren Einspielungen sind erwähnenswert: Trouble In Mind 1936 (mit Les Paul, Gitarre), New Trouble In Mind 1937,Freddie Blues 1938, Jazzin' Babies Blues, You Ought To Be Ashamed Of Yourself, Papa Pleaser 1940, When You're Away 1941.